# Komputerowa gra platformowa

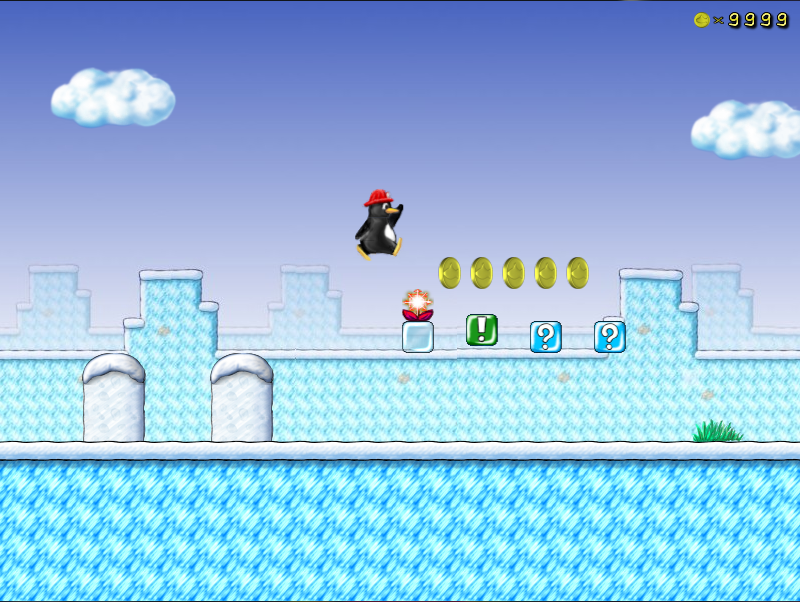
Zrzut ekranu z gry platformowej SuperTux

Komputerowa gra platformowa – gra zręcznościowa polegająca głównie na poruszaniu bohatera po wielu mniej lub bardziej urozmaiconych poziomach, często po wielopoziomowych platformach (stąd nazwa gatunku), unikaniu pułapek i likwidacji bądź unikaniu przeciwników, a także zbieraniu różnych nagród i dodatków – takich jak pieniążków, kamieni szlachetnych, dodatkowych żyć czy power-upów.